# Lexus IS
Lexus IS — компактні спортивні автомобілі, що виробляються японською компанією Lexus з 1998 року.

## Перше покоління (XE1) (1998—2005)

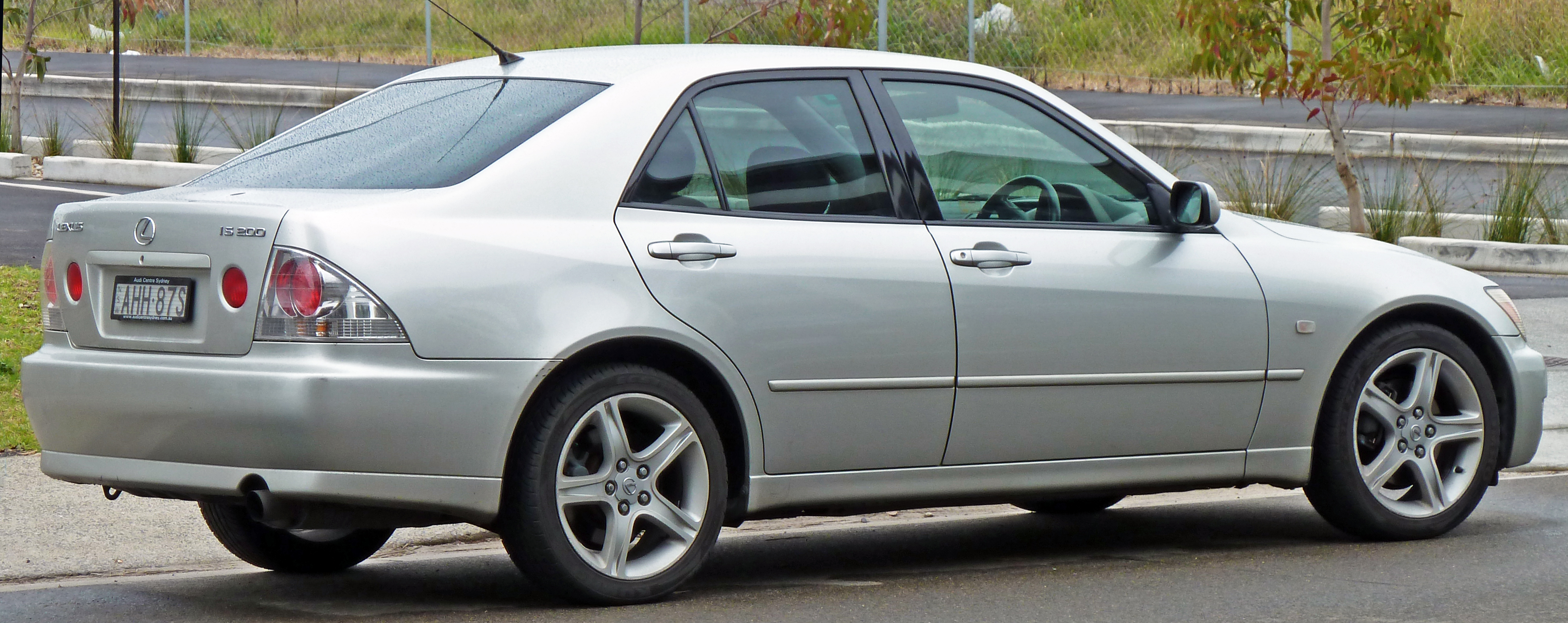
Lexus IS 200

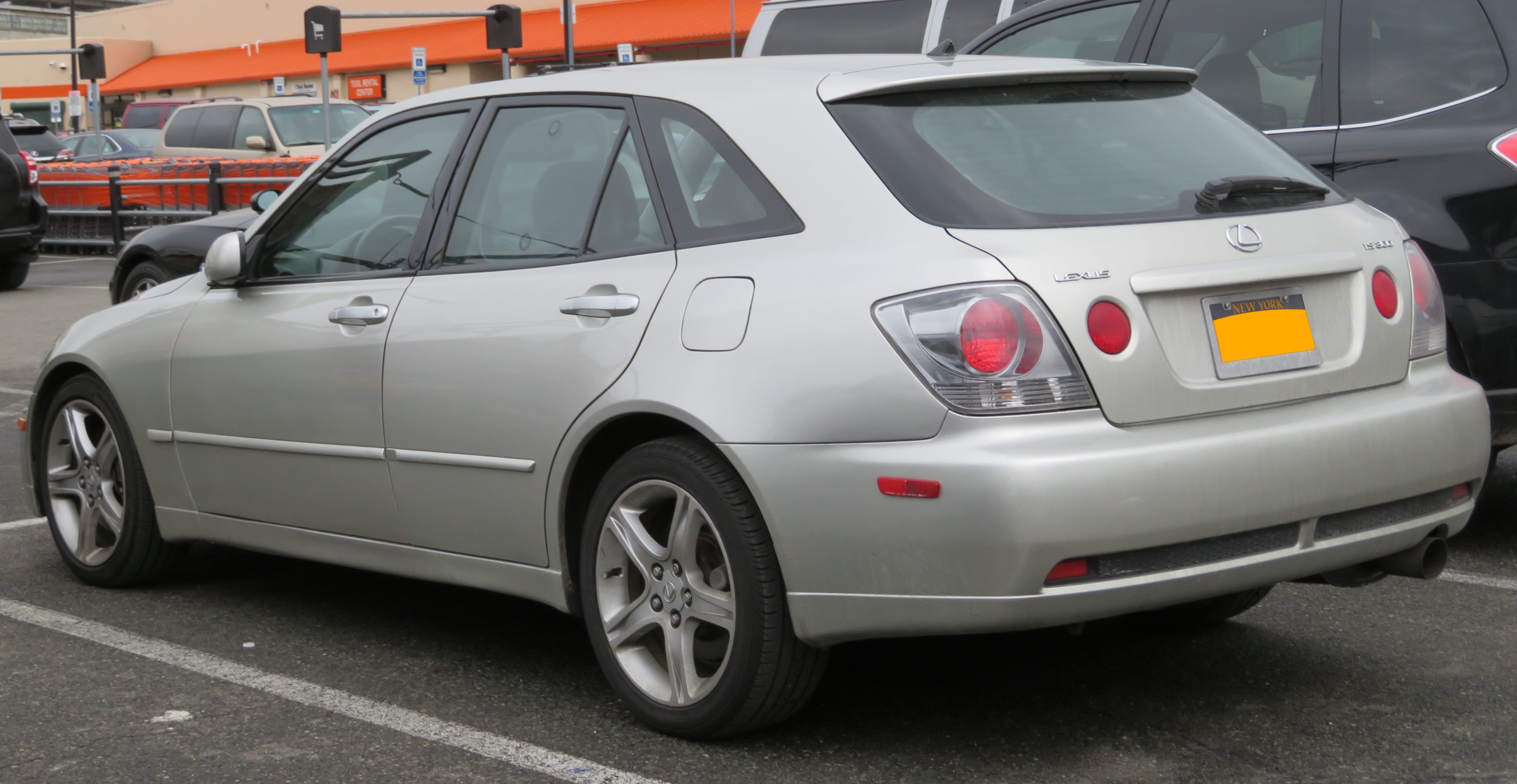
Lexus IS 300 SportCross

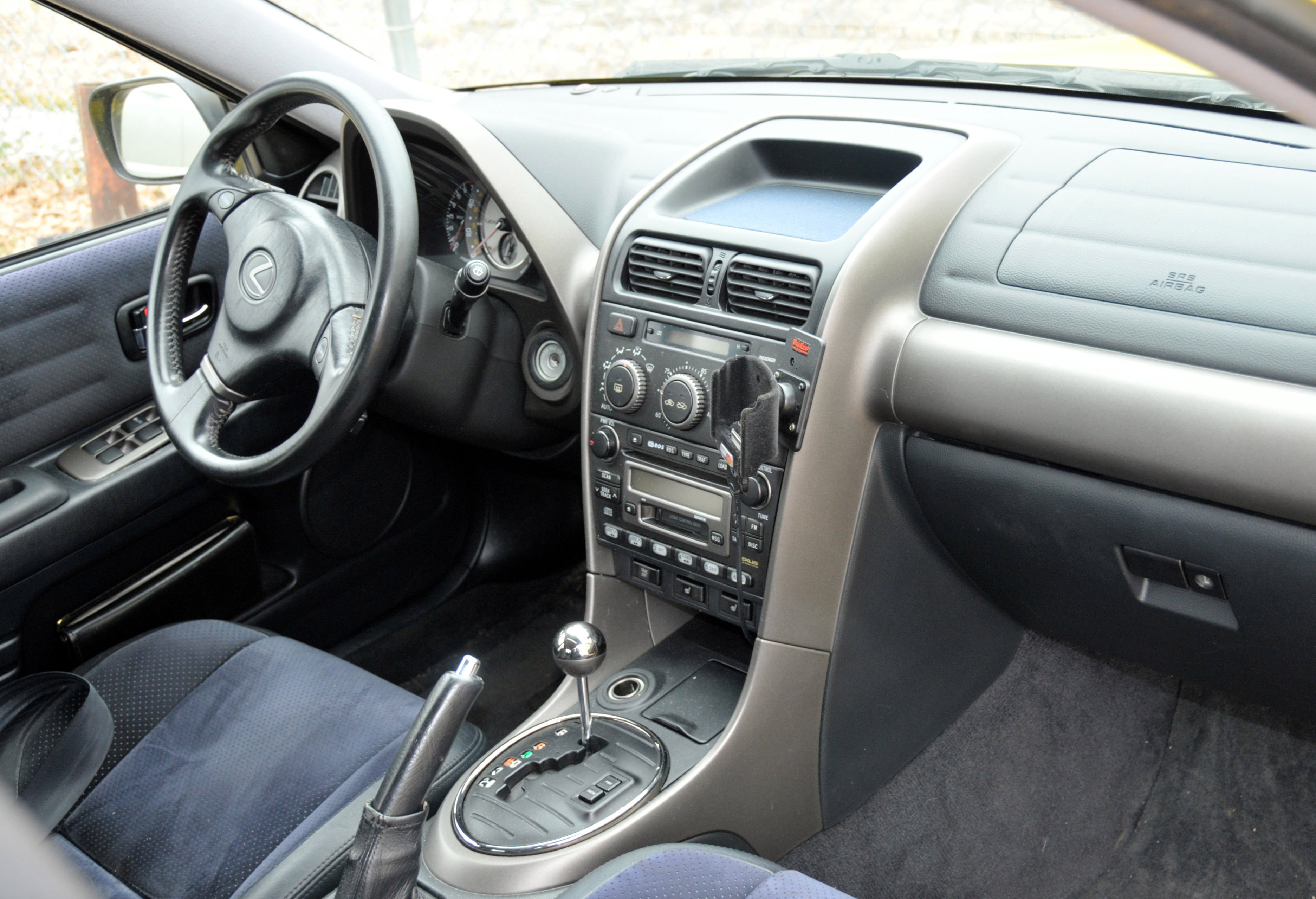

Перше покоління Lexus IS випускалося (в Японії) під маркою Toyota Altezza. Toyota Altezza випускалася в трьох варіантах:
- AS200 (код шасі TA-GXE-10 (седан) з 6-ти циліндровим рядним двигуном 1G-FE серії Toyota G потужністю 160 к.с. (118 кВт) з 6-ти ступінчастою механічною коробкою передач або 160 к.с. (114 кВт) з 4-ох ступінчастою автоматичною коробкою передач.
- RS200 (код шасі GH-SXE-10 (седан)) c тюнінгованим фірмою Yamaha 4-ох циліндровим двигуном 3S-GE серії Toyota S потужністю 210 к.с. (154 кВт) з 6-ти ступінчастою механічною коробкою передач або 200 к.с. (147 кВт) 5-ти ступінчастою автоматичною коробкою передач (тіптронік).
- AS300 (код шасі TA-JCE-10 (універсал); TA-JCE-15 (4WD універсал)) з 6-ти циліндровим рядним двигуном 2JZ-GE серії Toyota JZ потужністю 220 к.с. (162 кВт) з 5-ступінчатою автоматичною коробкою передач для монопрівода і 215 к.с. (160 кВт) 4-ех ступінчастою автоматичною коробкою передач для 4WD.

Ремонт ходової частини як і двигуна (мова про серії 1G-FE) досить простий, бо деталі взаємозамінні, тобто підходять з інших авто, що випускаються в Японії: Toyota Mark-2 (починаючи з 1998 року), Toyota Crown (починаючи з 1998 року), Toyota Cresta (починаючи з 1998 року)
У США і Європі продажі Lexus IS 300 були дуже низькими. На американському ринку продажі впали з 22,486 машин у 2001 році до рівня нижче 10,000 в 2004 році. IS 200 продавався краще, але все одно сильно не дотягував до рівня продажів Mercedes-Benz C-класу і інших, в основному німецьких, конкурентів.

### Технічні характеристики
| Модель        | Об'єм     | Циліндри  | Потужність         | Крутний момент | 0–100 км/год | Vмакс.     | Витрати л/100 км |
| Бензинові     | Бензинові | Бензинові | Бензинові          | Бензинові      | Бензинові    | Бензинові  | Бензинові        |
| ------------- | --------- | --------- | ------------------ | -------------- | ------------ | ---------- | ---------------- |
| IS 200        | 1988 см³  | Р6        | 114 кВт (155 к.с.) | 195 Нм         | 9,5 с        | 215 км/год | 9,7              |
| IS 200 (АКПП) | 1988 см³  | Р6        | 114 кВт (155 к.с.) | 195 Нм         | 9,7 с        | 210 км/год | 10,1             |
| IS 300        | 2997 см³  | Р6        | 157 кВт (214 к.с.) | 288 Нм         | 8,2 с        | 230 км/год | 10,8             |

## Друге покоління (XE2) (2005—2013)
У 2005 році представлене нове покоління Lexus IS (XE20). Автомобіль пропонувався в кузові седан (після-1924-1927 Renault NN Berline 4-Portes with Taylor Made Auto Trunk mounted on the back, Renault Monasix Berline 4-Portes with Taylor Made Auto Trunk mounted on the back (Type RY 1), Renault Monasix Berline 4-Portes with Taylor Made Auto Trunk mounted on the back (Type RY 2), Renault Monasix Berline 4-Portes with Taylor Made Auto Trunk mounted on the back (Type RY 3), Renault Monaquatre Berline 4-Portes with Taylor Made Auto Trunk mounted on the back (Type UY1), Renault Monaquatre Berline 4-Portes with Taylor Made Auto Trunk mounted on the back (Type YN 1), Renault Monaquatre Berline 4-Portes with Taylor Made Auto Trunk mounted on the back (Type YN 2), Renault Monaquatre Berline 4-Portes (Type YN 3), Renault Monaquatre Berline 4-Portes (Type YN 4), Renault Celtaquatre Berline 4 Portes (Type ADC 1), Renault Juvaquatre Berline 4-Portes (Typ AEB2), Renault Juvaquatre Berline 4-Portes (Typ AEB3), Renault Juvaquatre Berline 4-Portes (Typ BFK4), 1947-1951 Renault 4CV 4-door saloon car, 1953-1954 Hino Renault 4CV 4-door saloon car, 1955-1956 Hino Renault 4CV 4-door saloon car, 1957-1959 Renault Dauphine 4-door sedan, IKA Bergantín 4-door sedan, Hino Contessa PC10 4-door sedan, Hino Contessa PD100 4-door sedan, 1968–1972 Toyota Corona Mark II 4-door sedan, 1972–1976 Toyota Corona Mark II 4-door sedan, 1976-1980 Toyota Corona Mark II 4-door sedan, 1980–1984 Toyota Corona Mark II 4-door sedan, 1984–1988 Toyota Corona Mark II 4-door sedan, 1988–1991 Toyota Corona Mark II 4-door sedan, Toyota Corona Mark II 4-door sedan (1992-1996), 1996–1998 Toyota Corona Mark II 4-door sedan, 1998–2000 Toyota Corona Mark II 4-door sedan, 2000–2003 Lexus IS 4-door sedan, і 2003–2005 Lexus IS 4-door sedan) і купе-кабріолет з металевим верхом. Новий IS 250 оснащується двигуном 4GR-FSE V6 потужністю 208 к.с. c Dual VVT-i. На ньому встановлюється 6 ступінчаста автоматична коробка передач з можливістю секвентального перемикання. Привід на задні колеса. Розгін до 100 км/год займає 8,1 сек, максимальна швидкість 220 км/год, Аднак седан Lexus IS (XE20), таксама вядомы як Lexus IS другога пакалення, мае профіль фастбэка як частку свайго знешняга дызайну.
IS побудований на середньорозмірній задньоприводній платформі від Lexus GS третього покоління, а також використовується на Toyota Crown і Toyota Mark X. Головним інженером другого покоління IS був Suguya Fukusato, водій ралі. Друге покоління седанів виготовлялось до 2013 року, коли дебютувала третя генерація (XE30); але дводверну модель продовжували продавати до 2014 року.

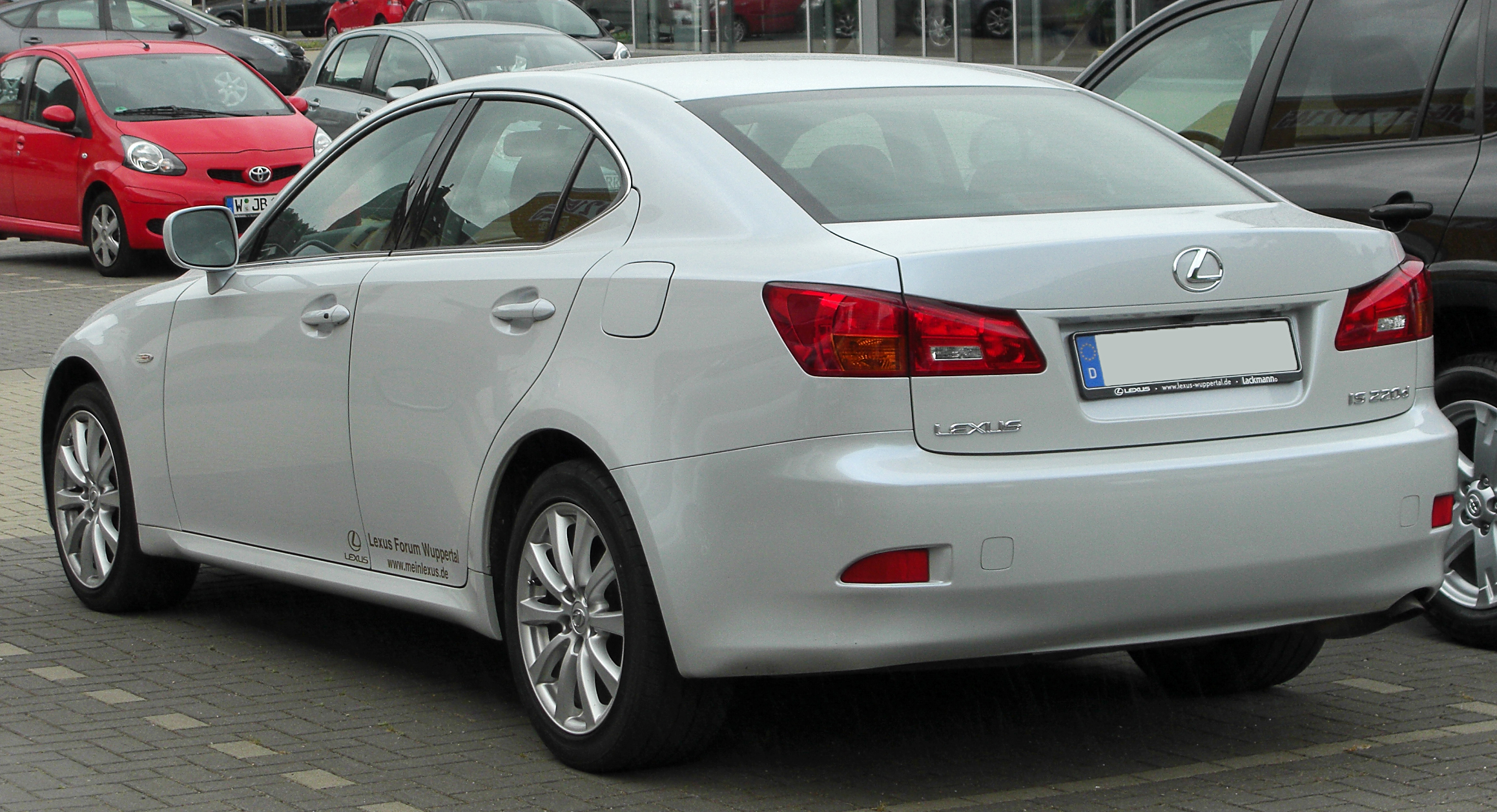
Lexus IS 220D
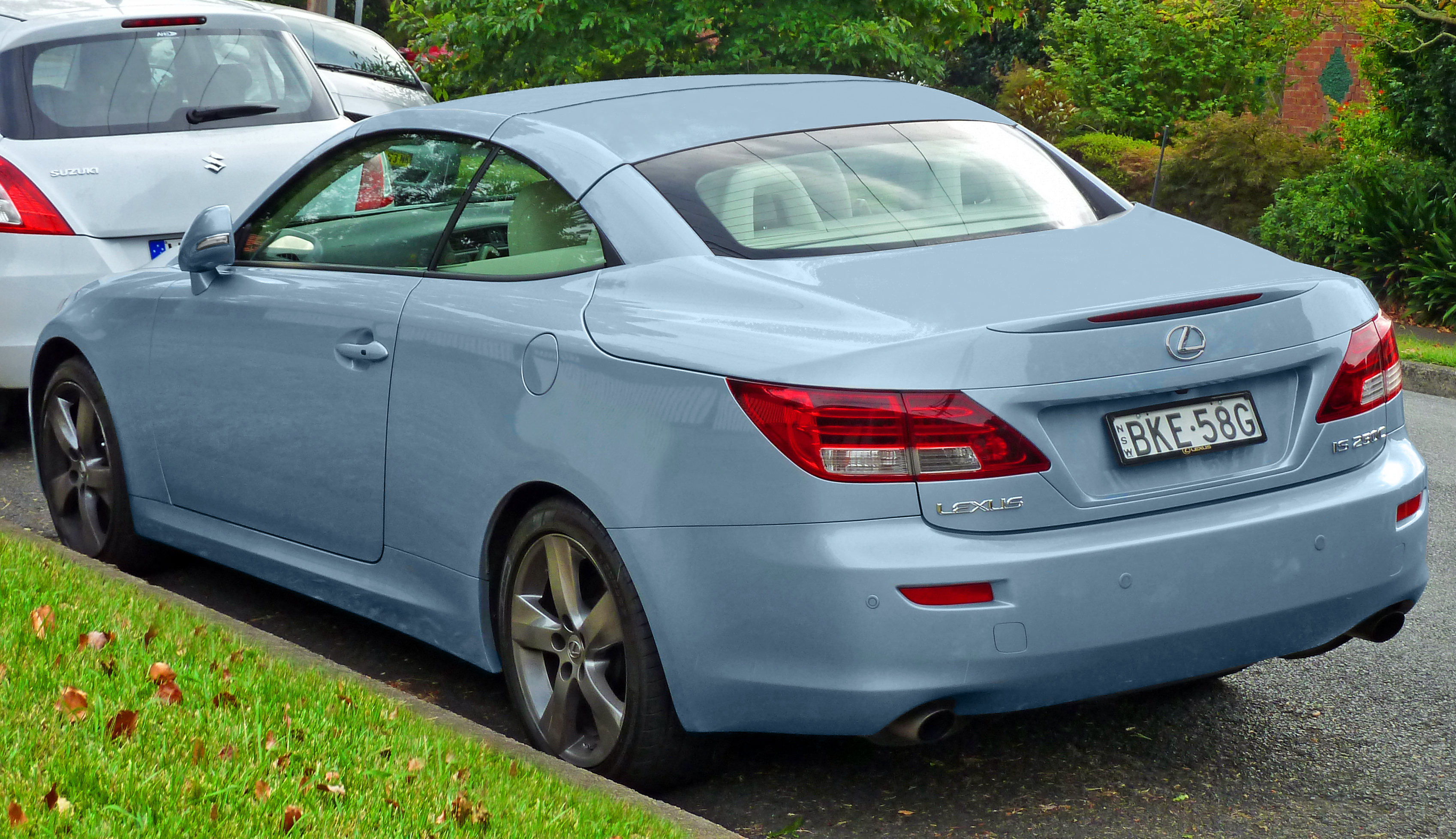
Lexus IS 250 C
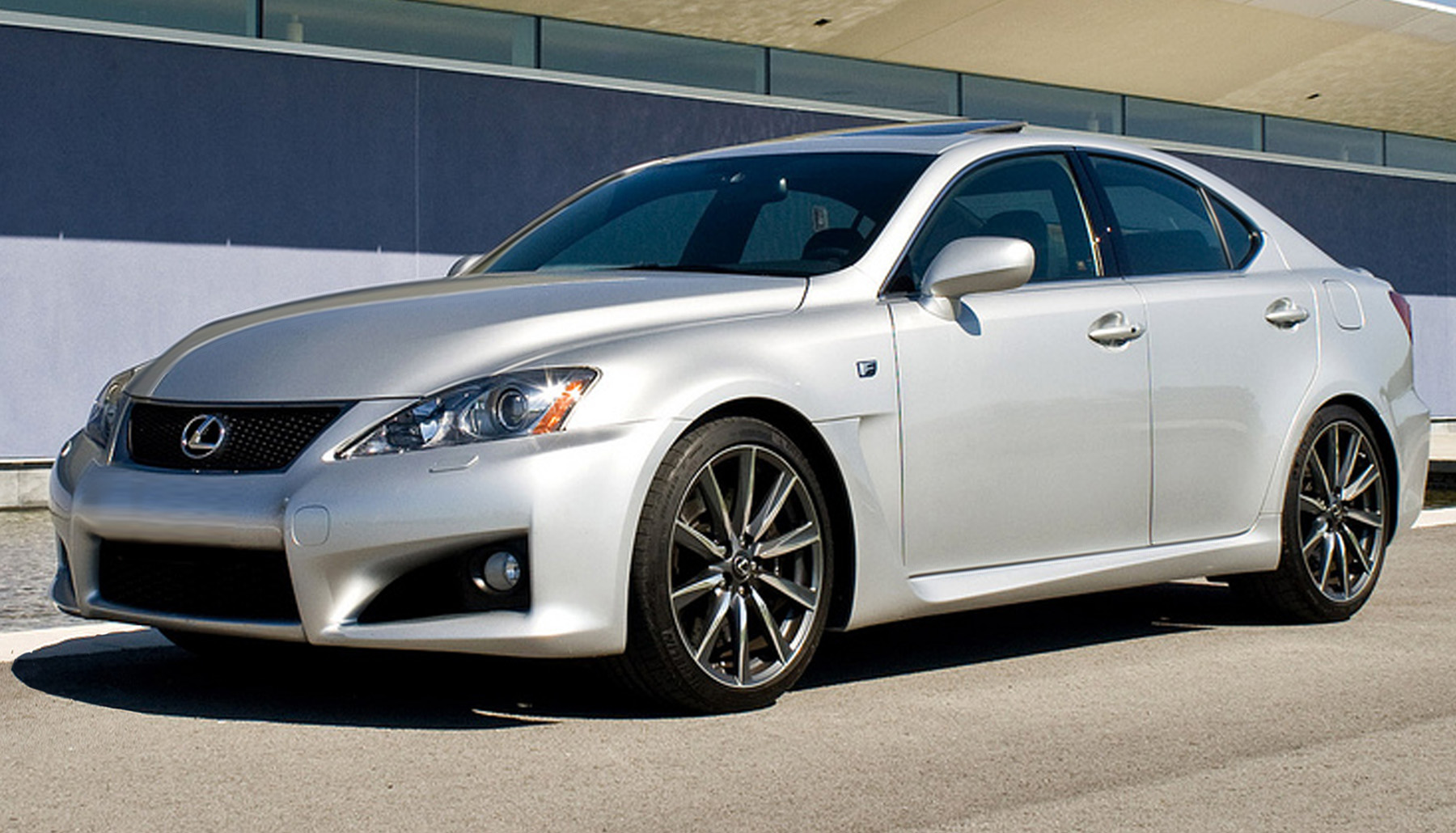
Lexus IS F
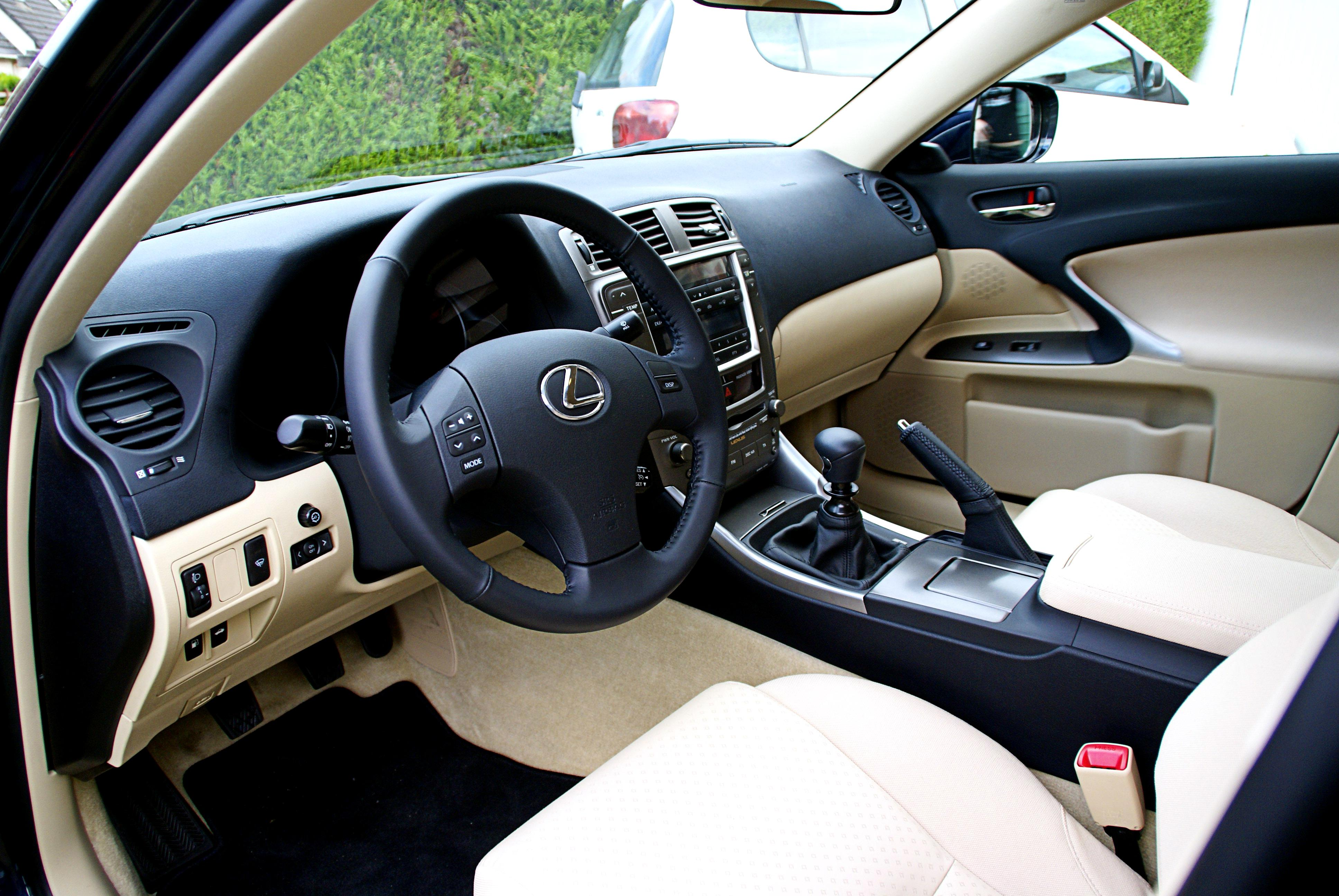

### Технічні характеристики
| Модель        | Об'єм     | Циліндри  | Потужність      | Крутний момент        | 0–100 км/год | Vмакс.           | Витрати л/100 км | CO2 (гр/км) |
| Бензинові     | Бензинові | Бензинові | Бензинові       | Бензинові             | Бензинові    | Бензинові        | Бензинові        | Бензинові   |
| ------------- | --------- | --------- | --------------- | --------------------- | ------------ | ---------------- | ---------------- | ----------- |
| IS 250 [АКПП] | 2500 cm³  | V6        | 153 kW (208 PS) | 252 Nm/ 4800/min      | 8,1 [8,3] s  | 230 [225] km/h   | 8,9 S [9,1 S]    | 194         |
| IS 250C       | 2500 cm³  | V6        | 153 kW (208 PS) | 252 Nm/ 4800/min      | 9,0 s        | 210 km/h         | 9,3 S            | 213         |
| IS 350*       | 3456 cm³  | V6        | 228 kW (310 PS) | 375 Nm/ 4800/min      | 5,6 s        | 230 km/h (седан) | 10,0 S           | ?           |
| IS-F          | 4969 cm³  | V8        | 311 kW (423 PS) | 505 Nm/ 5200/min      | 4,8 s        | 270 km/h (седан) | 11,4 S           | 270         |
| Дизельні      |           |           |                 |                       |              |                  |                  |             |
| IS 200d       | 2231 cm³  | R4        | 110 kW (150 PS) | 340 Nm/ 2000—2800/min | 10,2 s       | 205 km/h         | 5,1 D            | 134         |
| IS 220d       | 2231 cm³  | R4        | 130 kW (177 PS) | 400 Nm/ 2000—2800/min | 8,9 s        | 220 km/h         | 5,5 D            | 144         |

- тільки в США і Японії

## Третє покоління (XE3) (2013-наш час)

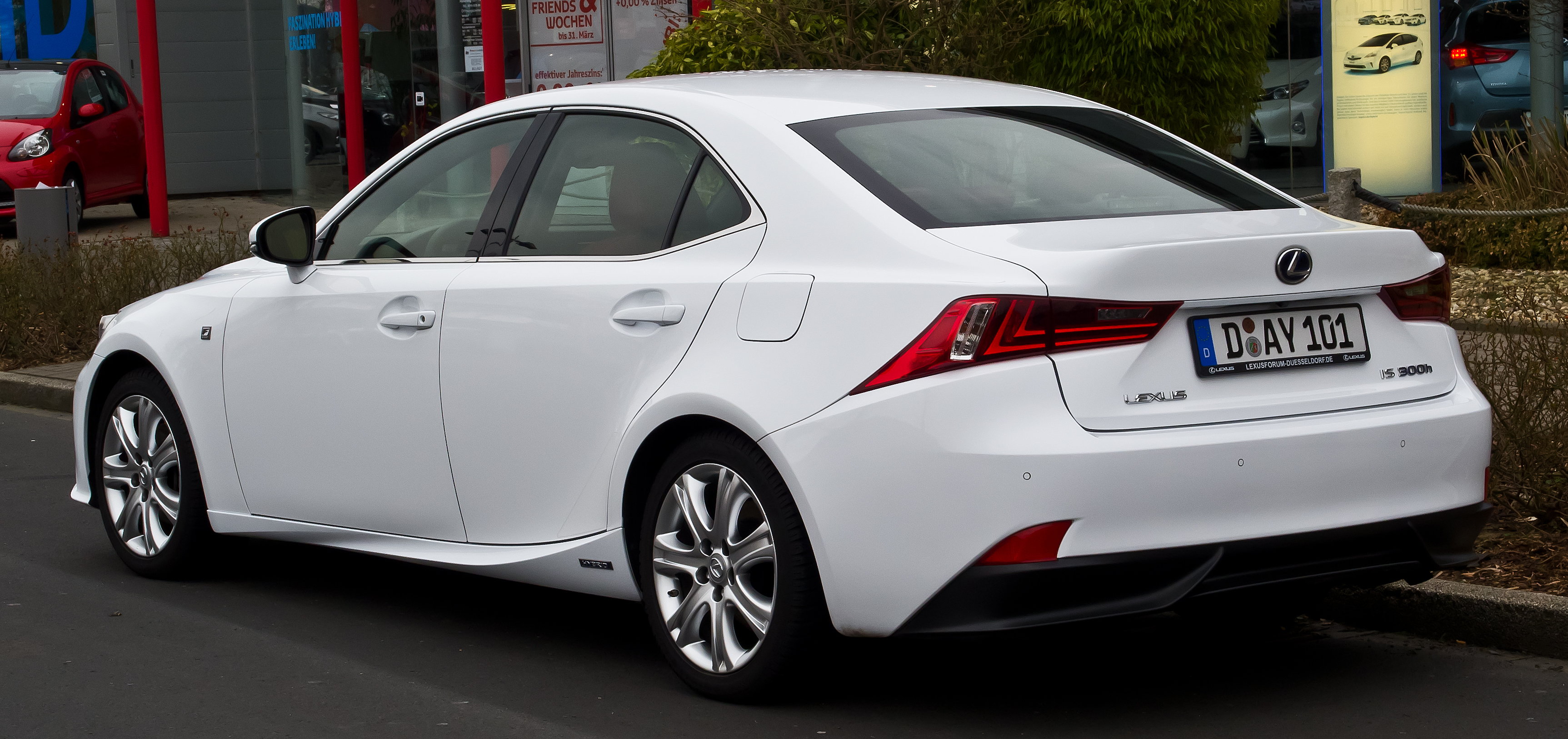
Lexus IS300h F Sport

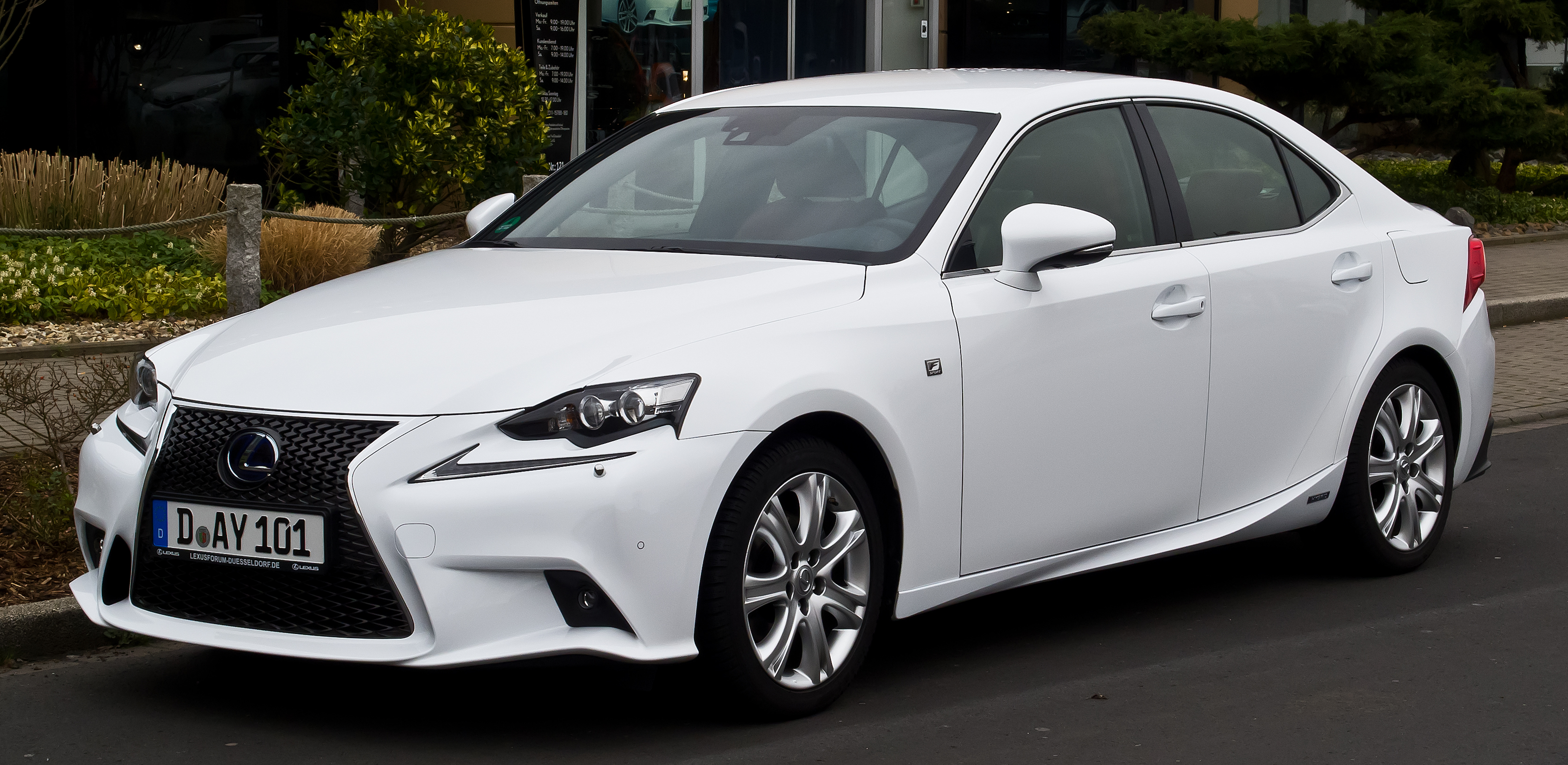
Lexus IS300h F Sport (2013—2016)

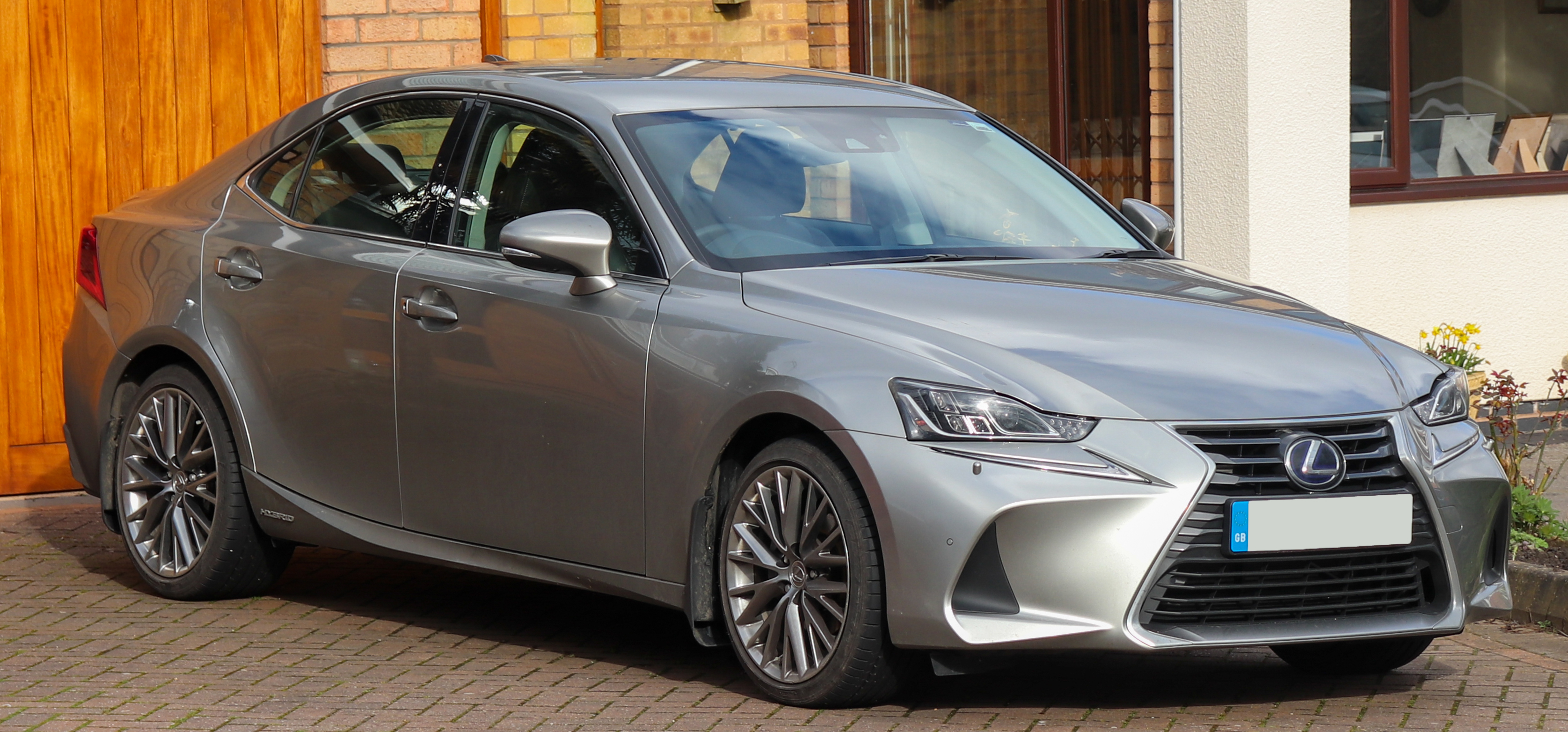
Lexus IS300h (2016—2020)

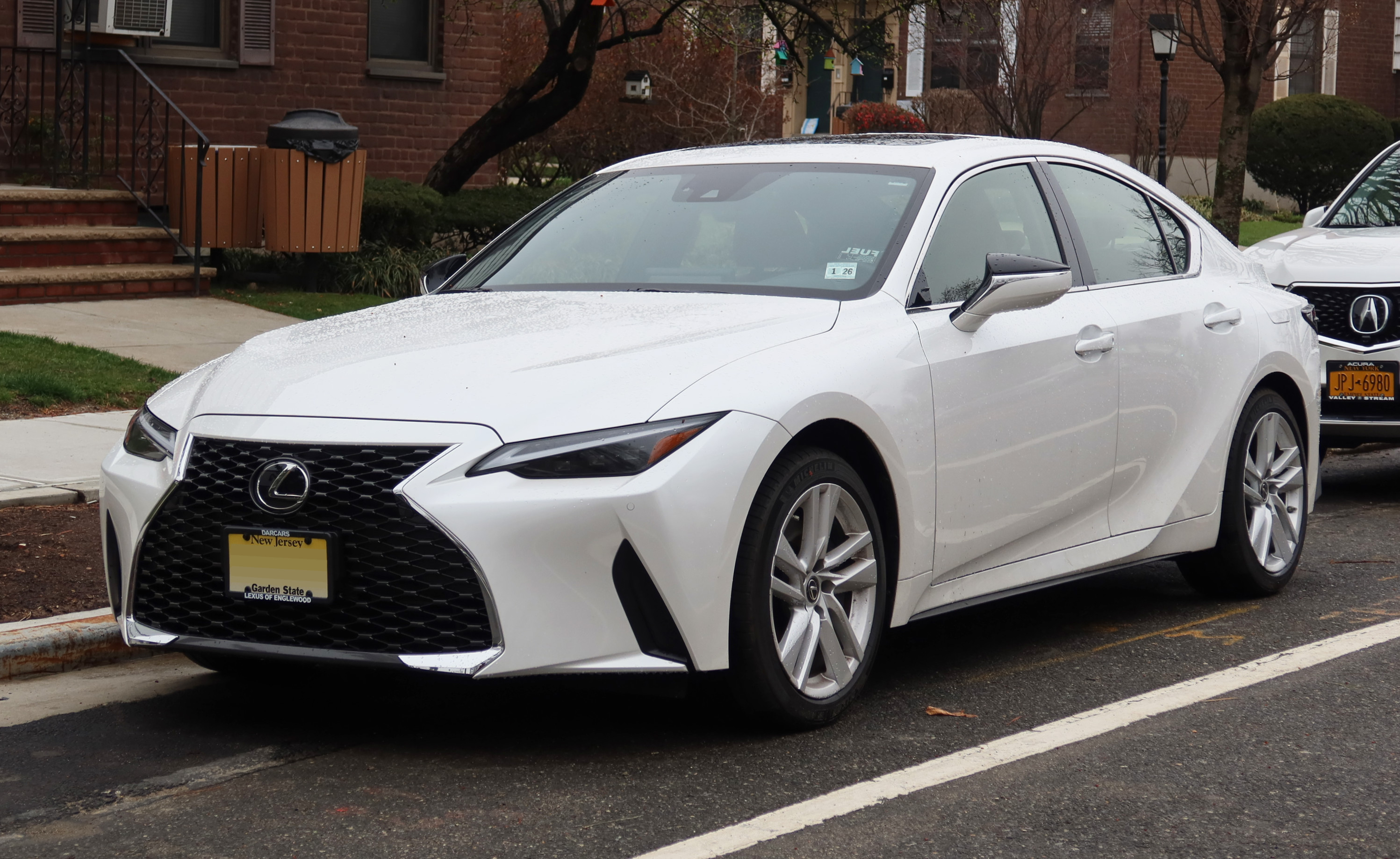
Lexus IS300h (з 2020)

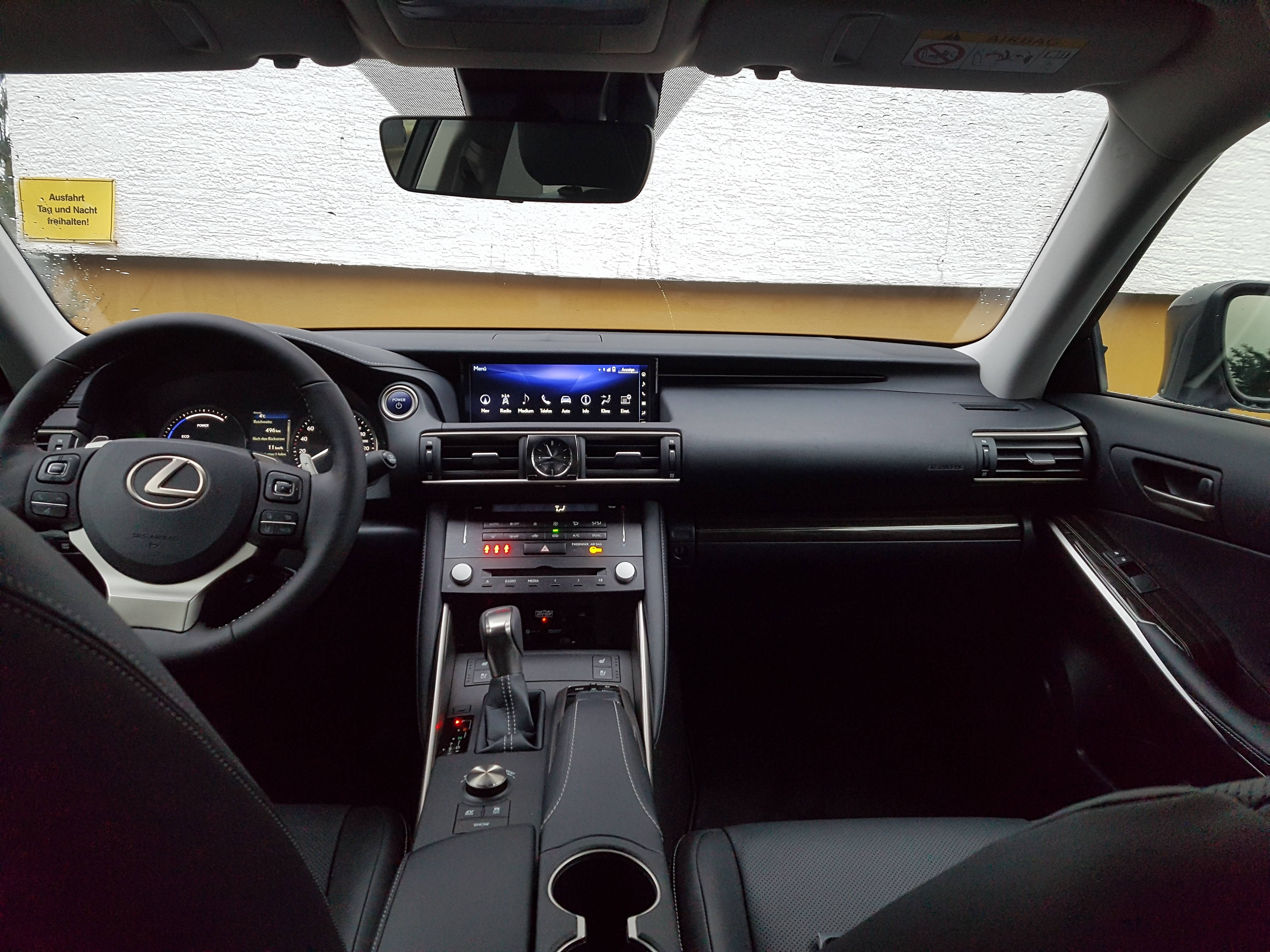

Зображення третього покоління Lexus IS було опубліковане в січні 2013 року. В лютому модель було представлено на Детройтському автосалоні.
На автосалоні в Токіо в грудні 2013 року представлена версія купе, яка буде продаватись під назвою Lexus RC.
Lexus IS представляє собою 4-дверний 5-місний седан, який навіть в базовій комплектації може скласти гідну конкуренцію флагманам типу BMW 3 Series, Mercedes-Benz C-Class, Audi A4, Cadillac ATS. Як і всі моделі від Лексус, ІС поєднує в собі високу якість з високою технологічністю. У 2016 році седан доступний з заднім і повним приводом, також існує можливість оснастити автомобіль опціональними спортивними комплектуючими.
Стандартна комплектація автомобіля включає в себе: панорамний люк на даху, протитуманні фари, 17-дюймові колеса, безключовий доступ, кнопку запалювання двигуна, Bluetooth та індивідуальну систему «Lexus Personalized Settings», 8 динаміків, 7-дюймовий VGA дисплей, USB-порт й інші.
Список опціональних комплектуючих поповнений тільки високоякісними системами типу: навігаційної системи, аудіосистеми з 15 динаміками Mark Levinson. До пакету опцій «Premium» входять: камера заднього виду, сенсорні двірники, телескопічна кермова колонка, шкіряна обшивка салону, вставки з полірованого дерева, асистент при паркуванні «Intuitive Parking Assist». Опціональний пакет «F Sport» передбачає наявність спортивної підвіски, спортивного оснащення салону і відповідних гальм.
В 2016 році модель оновили.
В 2020 році модель оновили вдруге. Lexus IS 2021 відрізняється від попередньої моделі дизайном кузова та переналаштованим шасі. Інформаційно-розважальна система отримала сенсорний екран, стандартні функції Apple CarPlay і Android Auto.
Для 2022 модельного року Lexus представив версію IS 500 °F Sport Performance з двигуном V8 на 472 к.с. та більш агресивним дизайном екстер'єру.
У 2023 модельному році Lexus IS отримав новий рівень оформлення салону F Sport Design, а також лімітовану версію Special Appearance.

### Технічні характеристики
| Модель           | Об'єм     | Циліндри  | Потужність                                                | Крутний момент          | 0–100 км/год | Vмакс             | Витрати пального л/100км | CO2 (гр/ки) |
| Бензинові        | Бензинові | Бензинові | Бензинові                                                 | Бензинові               | Бензинові    | Бензинові         | Бензинові                | Бензинові   |
| ---------------- | --------- | --------- | --------------------------------------------------------- | ----------------------- | ------------ | ----------------- | ------------------------ | ----------- |
| IS 250 Automatik | 2500 см³  | V6        | 153 kW (208 к.с.)/ 6400 об/хв                             | 252 Нм/ 4800 об/хв      | 8,3 с        | 225 км/год        | 8,6–9,2 л                | 199–213     |
| IS 350*          | 3456 см³  | V6        | 228 kW (310 к.с.)/ 6400 об/хв                             | 375 Нм/ 4800 об/хв      | 5,6 с        | 230 км/год (lim.) | 10,0 л                   | ?           |
| Гібридний        |           |           |                                                           |                         |              |                   |                          |             |
| IS 300h          | 2494 см³  | Р4        | 133 kW (181 к.с.)/ 6000 об/хв (Сумарно 164 kW (223 к.с.)) | 221 Нм/ 4200–5400 об/хв | 8,3 с        | 200 км/год        | 4,3–4,7 л                | 99–109      |

*тільки в Пн. Америці і Японії

## Виробництво і продаж
| Покоління (код шасі)                                   | Модель              | Рік    | Продажі | Продажі  | Загальний експорт, виробництво ‡ |
| Покоління (код шасі)                                   | Модель              | Рік    | США     | Японія   | Загальний експорт, виробництво ‡ |
| ------------------------------------------------------ | ------------------- | ------ | ------- | -------- | -------------------------------- |
| GXE10, SXE10, JCE10                                    |                     |        |         |          |                                  |
| IS 200/300                                             | 2000                | 15,540 | ?       | ?        |                                  |
| IS 200/300                                             | 2001                | 22,486 | ?       | 30,475   |                                  |
| GXE10, SXE10, JCE10, JCE15                             |                     |        |         |          |                                  |
| IS 200/300/ SportCross                                 | 2002                | 20,306 | ?       | 23,749   |                                  |
| IS 200/300/ SportCross                                 | 2003                | 13,559 | ?       | 14,187   |                                  |
| IS 200/300/ SportCross                                 | 2004                | 9,972  | ?       | 11,114   |                                  |
| IS 200/300/ SportCross                                 | 2005                | 15,789 | 3,911   | 10,253   |                                  |
| IS 200/300/ SportCross                                 | GSE20, GSE21, GSE25 |        |         |          |                                  |
| IS 250/350                                             | 2006                | 54,267 | 10,727  | 109,720‡ |                                  |
| IS 250/350                                             | 2007                | 54,933 | 9,514   | 110,907‡ |                                  |
| GSE20, GSE21, GSE25, GSE26, USE20                      | IS 250/350/F        | 2008   | 49,432  | 10,110   | 93,612‡                          |
| GSE20, GSE21, GSE25, GSE26, USE20                      | IS 250/350/C/F      | 2009   | 38,077  | 5,278    | 43,369‡                          |
| GSE20, GSE21, GSE25, GSE26, USE20                      | IS 250/350/C/F      | 2010   | 34,129  | ?        | ?                                |
| GSE20, GSE21, GSE25, GSE26, USE20                      | IS 250/350/C/F      | 2011   | 29,669  | ?        | ?                                |
| GSE20, GSE21, GSE25, GSE26, USE20                      | IS 250/350/C/F      | 2012   | 27,708  | ?        | ?                                |
| GSE20, GSE21, GSE25, GSE26, USE20                      | IS 250/350/C/F      | 2013   | 35,017  | ?        | ?                                |
| GSE20, GSE21, USE20, GSE30, GSE31, GSE35, GSE36, GSE37 | IS 250/350/C/F      | 2014   | 51,358  | ?        | ?                                |
| GSE20, GSE21, USE20, GSE30, GSE31, GSE35, GSE36, GSE37 | IS 250/350/C/F      | 2015   | 46,430  |          |                                  |
| GSE20, GSE21, USE20, GSE30, GSE31, GSE35, GSE36, GSE37 | IS 250/350/C/F      | 2016   | 37,289  |          |                                  |
| GSE20, GSE21, USE20, GSE30, GSE31, GSE35, GSE36, GSE37 | IS 250/350/C/F      | 2017   | 26,482  |          |                                  |
| GSE20, GSE21, USE20, GSE30, GSE31, GSE35, GSE36, GSE37 | IS 250/350/C/F      | 2018   | 22,927  |          |                                  |
| GSE20, GSE21, USE20, GSE30, GSE31, GSE35, GSE36, GSE37 | IS 250/350/C/F      | 2019   | 14,920  |          |                                  |